# Que sais-je ?

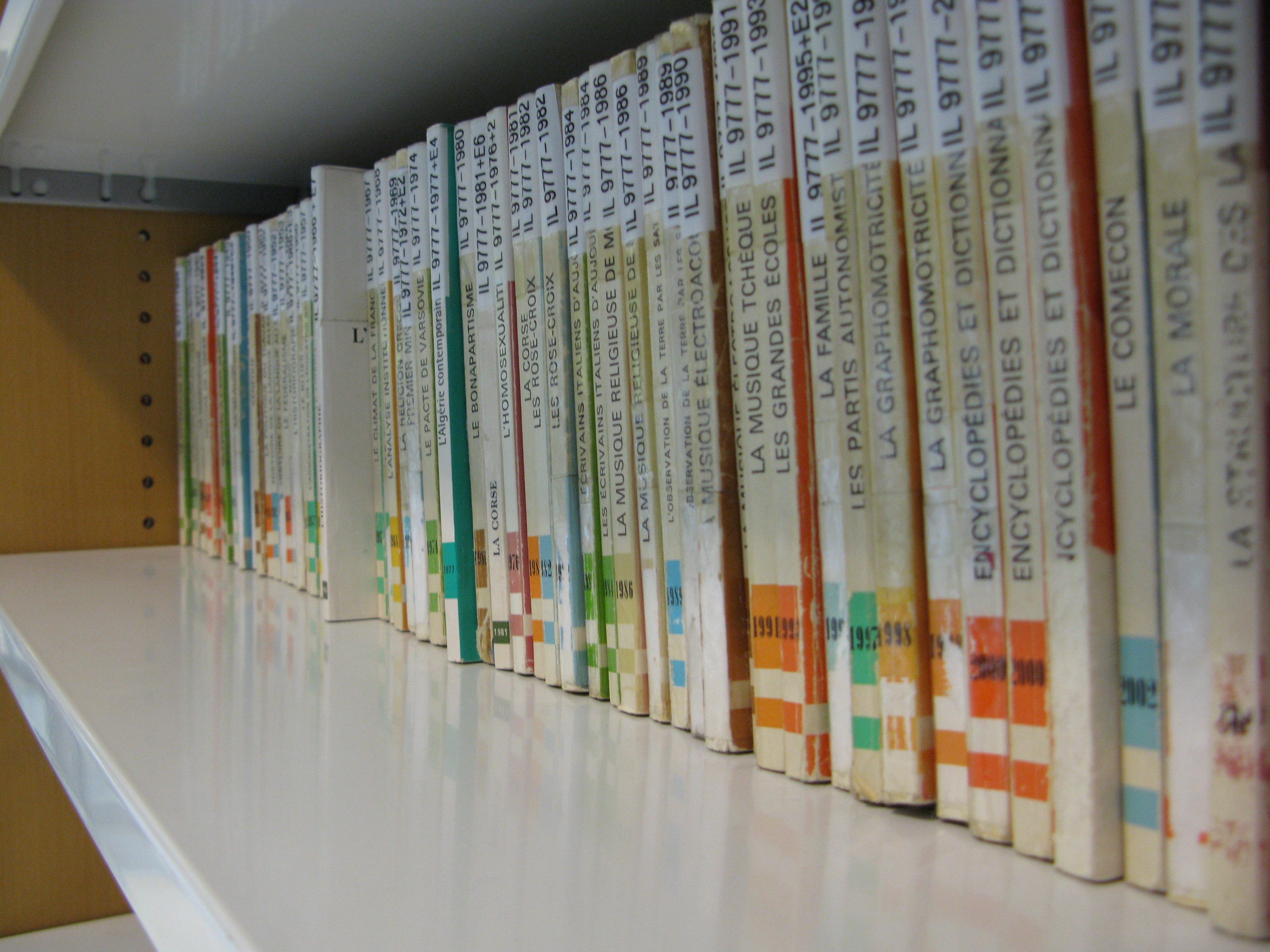
Alcuni libri della collana

Que sais-je? (QSJ) (francese: [kə sɛʒ]; Letteralmente: "Cosa so?", ISSN 0768-0066) è una collana editoriale pubblicata dalla Presses universitaires de France (PUF). Lo scopo della serie è quello di fornire al lettore profano un'introduzione accessibile a un campo di studio scritto da un esperto del settore. In quanto tale è un buon esempio di divulgazione. La frase "Que sais-je?" è tratto dalle opere del saggista francese Michel de Montaigne.
Iniziata nel 1941 da Paul Angoulvent (1899–1976), fondatore delle Presses Universitaires de France, la serie conta oggi oltre 3900 titoli di oltre 2500 autori e tradotta in più di 43 lingue. Alcuni titoli hanno venduto più di 300 000 copie. Ogni anno vengono aggiunti da 50 a 60 nuovi titoli alla collezione, che comprende dieci serie diverse. In quanto tale, costituisce facilmente la più grande "enciclopedia" in corso di pubblicazione al mondo in formato tascabile. La gamma di argomenti è davvero enciclopedica e copre di tutto, dalla chanson de geste e Omero alla gastronomia e al libero arbitrio. Non tutte le materie sono accademiche: possono includere argomenti di attualità, come la violenza negli sport o il coaching personale. La presentazione delle informazioni è varia e può consistere in un'introduzione a un argomento, un saggio dettagliato su una scuola di pensiero o un'analisi dell'attualità. Fino al 2004 sono state vendute oltre 160 milioni di copie in tutto il mondo.
La serie è insolita sotto diversi aspetti: in primo luogo, il prezzo per ogni volume è lo stesso ed è ridotto al minimo (9€ a metà 2011) e ogni libro ha 128 pagine.
Quando un titolo è diventato obsoleto può essere ritirato dalla serie o aggiornato. Talvolta questo aggiornamento comporta una riscrittura completa del libro, come ad esempio Parfumerie (volume 1888): scritto originariamente da Edmond Roudnitska nel 1980 e riscritto da Jean-Claude Ellena nel 2006, ma mantenendo lo stesso numero all'interno la serie.
La serie è simile ad altre serie come Collection 128 pubblicata da Armand Colin in Francia, Découvertes Gallimard pubblicata da Éditions Gallimard, Very Short Introductions pubblicata da Oxford University Press e C.H. Beck Wissen pubblicato da Verlag CH Beck.

## Evoluzione della grafica di copertina

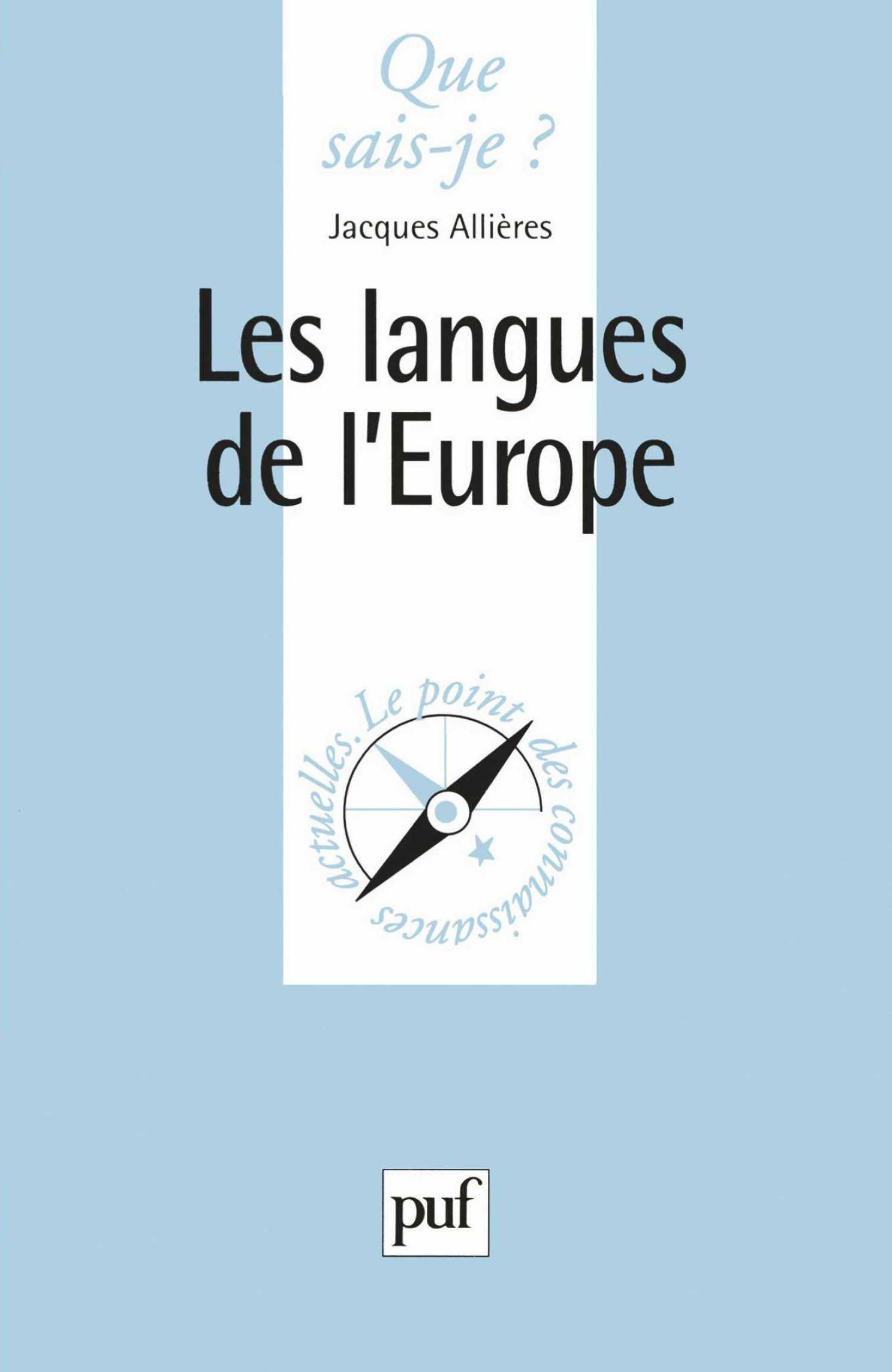
1980-2000
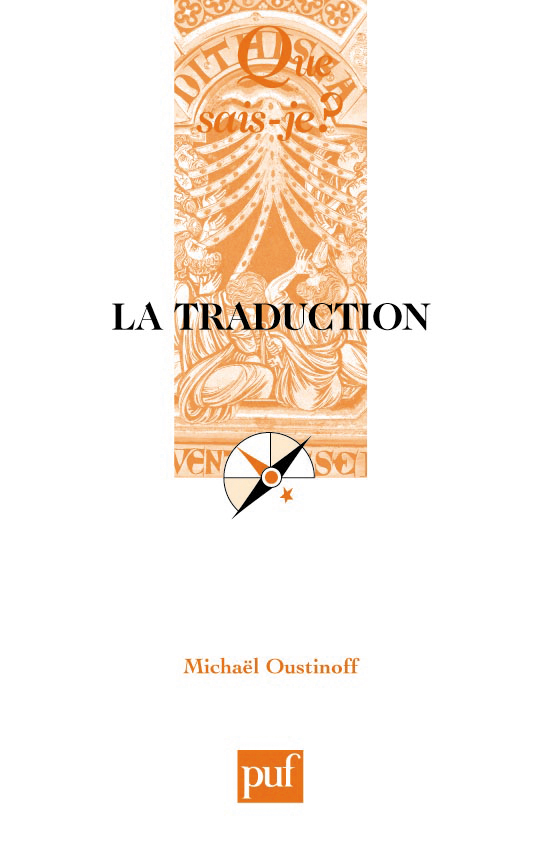
2000-2007
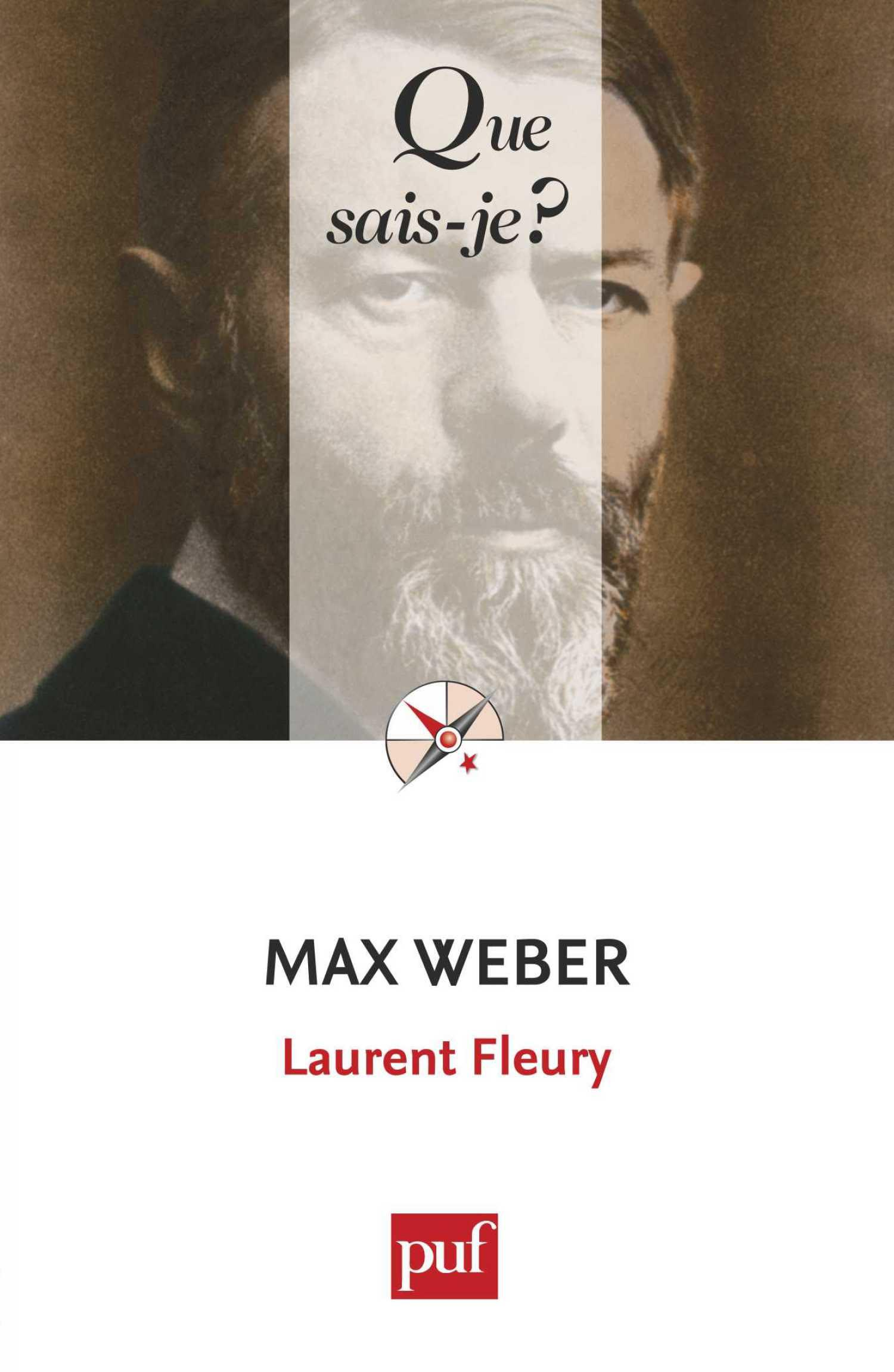
2007-2016
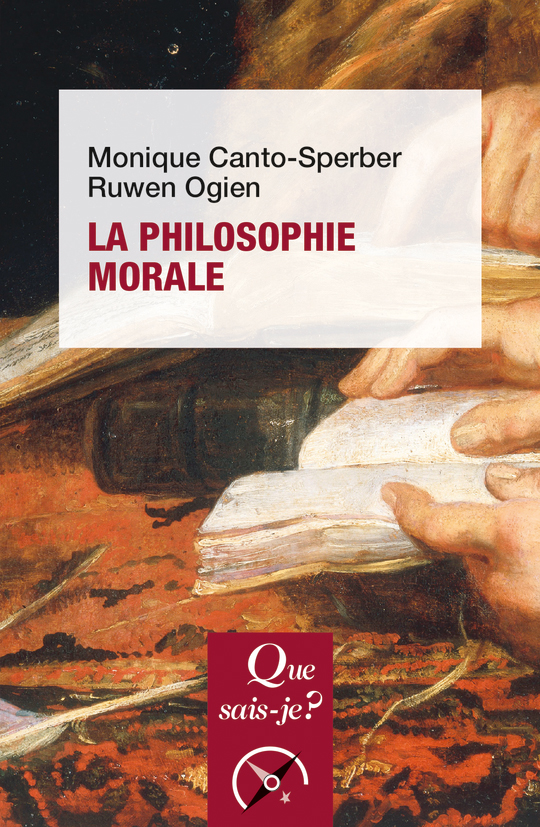
Dopo il 2017